# Jaskinia Niaux
Jaskinia Niaux – odkryta w 1906 roku jaskinia znajdująca się w Pirenejach, we francuskim departamencie Ariège, będąca sanktuarium paleolitycznym. Od 1911 roku posiada status monument historique, w kategorii classé (zabytek o znaczeniu krajowym).
Jaskinia ma długość ponad 2 kilometrów. Była w całości wykorzystywana przez ludność kultury magdaleńskiej, która pozostawiła na ścianach liczne malowidła z motywami geometrycznymi i przedstawieniami zwierząt, zaliczane do stylu IV. Malowidła znajdują się nawet w trudno dostępnej partii jaskini zwanej Galerie Clastres, do której dostać się można tylko przepływając podziemne jezioro. Najważniejszą częścią kompleksu jest tzw. Czarny Salon, ozdobiony ponad setką wizerunków żubrów, koni, jeleni i koziorożców. W najgłębszej części jaskini znaleziono szkielet kuny i unikatowy dla sztuki paleolitycznej wizerunek tego zwierzęcia, będące świadectwem po jakimś obrzędzie rytualnym. Datowanie radiowęglowe użytych do malowania barwników pozwoliło ustalić czas powstania malunków na okres między 13 850 a 12 980 rokiem BP.